# Jean Jourlin
Jean Louis Jourlin (Tarare, 1º dicembre 1904 – Bry-sur-Marne, 2 ottobre 1979) è stato un lottatore francese, specializzato nella lotta libera.

## Biografia
Rappresentò la Francia ai Giochi olimpici estivi di Amsterdam 1928, dove venne estromesso dal tabellone principale della categoria dei pesi welter dallo statunitense Lloyd Appleton, che lo eliminò anche dal torneo dal per il secondo posto. Nel torneo per la medaglia di bronzo superò l'australiano Harry Morris in semifinale e perse la finale contro il canadese Maurice Letchford; si classificò perciò quarto.
Agli europei di lotta libera di Parigi 1933 si laureò campione continentale nella categoria dei 79 kg.
Partecipò ai Giochi olimpici di Berlino 1936, dove ottenne per la seconda volta il quarto posto.

## Palmarès
| Anno | Manifestazione  | Sede      | Evento      | Risultato | Note |
| ---- | --------------- | --------- | ----------- | --------- | ---- |
| 1928 | Giochi olimpici | Amsterdam | Pesi welter | 4º        |      |
| 1933 | Europei         | Parigi    | 79 kg       | Oro       |      |
| 1936 | Giochi olimpici | Berlino   | Pesi welter | 4º        |      |